# ヨハン・ガルトゥング
ヨハン・ヴィンセント・ガルトゥング（Johan Vincent Galtung、1930年10月24日 - 2024年2月17日）は、ノルウェーの社会学者・数学者。

## 人物・来歴
ヴァイキングの時代から続く貴族の家系に生まれ、父は医者、陸軍少尉、オスロ副市長も歴任した人物である。オスロ大学にて、1956年に数学で、翌年には社会学で博士号を取得。20代半ばの頃には、良心的兵役拒否者として12カ月間の単純労働に従事した。その後、労働期間の延長を拒んだために労働刑務所に6カ月間収監された。

### 略歴
- 1930年10月24日　オスロに生まれ
- オスロ大学で数学と社会学の博士号を取得。
- 1959年 - オスロ国際平和研究所（PRIO）を創設し、1970年まで代表を務める。
- 1964年 - 雑誌 Journal of Peace Research を創設し、編集長として、ヨーロッパにおける平和研究を主導した[3]。
- 1987年 - ライト・ライブリフッド賞を受賞。
- 1993年 - 平和的手段による紛争解決のための国際NGO、TRANSCEND International（トランセンド・インターナショナル）を創設[4]。
- 2024年2月17日の朝にバールムの保健機関で死去。93歳没[5]。

## 主張
戦争のない状態を平和と捉える「消極的平和」に対し、貧困、抑圧、差別など構造的暴力のない状態を「積極的平和」とする概念を提起した。これまでに、スリランカ、アフガニスタン、北コーカサス、エクアドルなど、世界で40ヶ所以上の紛争の仲介者をした。日本においても中央大学、国際基督教大学 (ICU) 、関西学院大学、立命館大学、創価大学などで客員教授を務める。安倍晋三が主張した「積極的平和主義」に関しては、自身の唱える積極的平和とは真逆であると述べた。
尖閣諸島の領有権を巡って日中が対立している状況に対し、中国と日本がそれぞれ40％ずつの権益を分けあい、残りの20％を北東アジア共同体のために使うという解決案を示している。

## 邦訳著書

### 単著
- 『90年代日本への提言―平和学の見地から』、中央大学出版部、1989年
- 『平和への新思考』（高柳先男・塩屋保訳）、勁草書房、1989年
- 『仏教――調和と平和を求めて』、東洋哲学研究所、1990年
- 『構造的暴力と平和』（高柳先男・塩屋保・酒井由美子訳）、中央大学出版部、1991年
- 『市民・自治体は平和のために何ができるか――ヨハン・ガルトゥング平和を語る』、国際書院、1991年
- 『平和的手段による紛争の転換――超越法』（伊藤武彦編集、奥本京子訳）、平和文化、2000年
- 『平和を創る発想術――紛争から和解へ』京都YWCAほーぽのぽの会訳、岩波書店、2003年
- 『グローバル化と知的様式――社会科学方法論についての七つのエッセー』矢澤修次郎・大重光太郎訳、東信堂、2004年
- 『ガルトゥングの平和理論――グローバル化と平和創造』（木戸衛一・藤田明史・小林公司訳）、法律文化社、2006年
- 『ガルトゥング紛争解決学入門――コンフリクト・ワークへの招待』藤田明史・奥本京子監訳、トランセンド研究会訳、法律文化社、2014年
- 『日本人のための平和論』御立英史訳、ダイヤモンド社、2017年
- 『ガルトゥング平和学の基礎』藤田明史編訳、法律文化社、2019年

### 共編著
- 『平和への選択――対談』（池田大作）、毎日新聞社、1995年
- 『日本は危機か』（安斎育郎）、かもがわ出版、1999年
- 『ガルトゥング平和学入門』 (ヨハン・ガルトゥング＋藤田明史編著、安斎育郎、奥本京子、西山俊彦、伊藤武彦、中野克彦）、法律文化社、2003年